# Nazionale femminile under 20 di calcio della Corea del Sud
La nazionale Under-20 di calcio femminile della Corea del Sud è la rappresentativa calcistica femminile internazionale del Corea del Sud formata da giocatrici al di sotto dei 20 anni, gestita dalla Federazione calcistica della Corea del Sud.
Come membro dell'Asian Football Confederation (AFC) partecipa al campionato mondiale FIFA Under-20; non è previsto un campionato continentale in quanto il torneo è riservato a formazioni Under-19, tuttavia i risultati ottenuti nel campionato asiatico di categoria sono utilizzati per accedere al mondiale con una squadra Under-20.
Grazie al terzo posto conquistato nell'edizione 2010 del Campionato mondiale femminile di calcio di categoria è, al 2017, classificata all'ottavo posto, a pari merito con il Brasile e dietro al Giappone.

## Campionato mondiale Under-20
- 2002: Non qualificata (Torneo Under-19)
- 2004: Primo turno (Torneo Under-19)
- 2006: Non qualificata
- 2008: Non qualificata
- 2010: Terzo posto
- 2012: Quarti di finale
- 2014: Quarti di finale
- 2016: Primo turno
- 2018: Non qualificata
- 2022: Primo turno
- 2024: Ottavi di finale